# Lolita Lebrón
Dolores "Lolita" Lebrón Sotomayor, född 19 november 1919 i Lares i Puerto Rico, död 1 augusti 2010 i San Juan, var en puertoricansk politiker och aktivist för Puerto Ricos självständighet från USA.
Lebrón växte upp i Lares, Puerto Rico. Där mötte hon i unga år den kända puertoricanska poeten Francisco Matos Paoli, som hon inledde en relation med.
1941 emigrerade hon till New York, där hon gick med i Puerto Rican Nationalist Party. Där arbetade hon för att söka påverka organisationen i socialistisk och feministisk riktning. 1952, efter att Puerto Ricos officiella status ändrats till "Commonwealth", påbörjade partiet en serie av revolutionära aktioner. I samband med detta fick Lebrón en order från partiet att organisera attacker i USA. Lebrón kom att bli ledare för en grupp nationalister som attackerade representanthuset 1954. För sitt deltagande i attacken fick Lebrón ett fängelsestraff som varade i 25 år.
Då Lebrón och hennes kompanjoner i attacken frigavs 1981 återvände de till Puerto Rico, där de blev firade av självständighetsrörelsen. Under de kommande åren fortsatte hon sitt engagemang, bland annat i Navy-Vieques-protesterna. Hon var även högst aktiv i andra protester, främst mot den amerikanska flottan, under 2000-talet.

## Lebrón i böcker och film
- The Ladies Gallery: A Memoir of Family Secrets av Irene Vilar (Lebrón's dotterdotter), översättning: Gregory Rabassa.
- Lolita la Prisonera av Federico Ribes Tovar.
- En film om Lebrón's liv är för närvarande på finansieringsstadiet, med Eva Longoria Parker i huvudrollen[1].